# Phaenocarpa mexicana
Phaenocarpa mexicana är en stekelart som beskrevs av William Harris Ashmead 1895. Phaenocarpa mexicana ingår i släktet Phaenocarpa och familjen bracksteklar. Inga underarter finns listade i Catalogue of Life.